# Prélude et fugue en fa majeur (BWV 856)
Le Clavier bien tempéré I
Pour un article plus général, voir Le Clavier bien tempéré.
Le prélude et fugue en fa majeur (BWV 856) est le onzième couple de préludes et fugues du premier livre du Clavier bien tempéré de Jean-Sébastien Bach, compilé vers 1722.
Le petit prélude prend la forme d'une invention tourbillonnante a deux voix. Il n'y a 3 voix que sur quelques blanches de la mesure 17. Ce prélude est léger harmonieux et très court.La fugue à trois voix, toute en gaîté, est l'occasion pour Bach de mélanger fugue, rythme de danse et découpe de sonate.

## Prélude
Le prélude, noté 
, comporte 18 mesures. 
Le style du prélude est celui d'une invention à deux voix (excepté la mesure 13 où entre, pour trois notes en blanches, une troisième voix), « étude de virtuosité destinée [… à] l'indépendance des doigts », où les doigts faibles doivent attaquer la touche la main écartée, tout en évitant le passage du pouce. L'autre difficulté étant de placer les trilles (amorcées soit à la note inférieure soit supérieure pour éviter subtilement la rencontre chromatique) avec le flot de doubles-croches qui poursuivent leur chemin de l'autre main. Les deux mains dialoguent, croches contre doubles, en intervalle de demi-mesure ou de mesure-et-demi, entre des marches harmoniques. Ce petit morceau tourbillonnant et vertigineux, est terminé presque aussitôt qu'il a commencé.

## Fugue
La fugue à trois voix, notée 
, est longue de 72 mesures. 
Le sujet occupe quatre mesures. Il donne naissance à l'éphémère contre-sujet et à des éléments de contrepoint utilisés séparément dans la seconde section de la fugue.

Sous sa franche gaîté au rythme de gigue/passepied, et malgré son air de simplicité trompeuse, cette fugue plus que tout autre, dissimule sa virtuosité contrapuntique, généralement réservée aux tonalités mineures. Selon Kirnberger, la plus importante mise au jour du concept de fugue de Bach a été de la combiner avec le mètre de la danse. C'est ce qu'il fait ici, combinant dans la fugue, de manière très individuelle et sophistiquée, la danse et le principe de la sonate et c'est l'une des principales fascinations des fugues sur ce modèle.
D'un point de vue de l'équilibre, la construction est bipartite (deux fois 36 mesures) — ce qui rapporté du 3/8 au 12/8 du prélude, ramène la fugue aux 18 mesures de son compagnon. Dans la première section, les sujets s'enchaînent avec rapidité et dans la seconde se superposent. Chaque section offre deux groupes d'entrée : mesures 1–17, 18–29 (contre-exposition) ; puis, 36–46 (canons à l'octave) et 47–56 (canons). Les canons sont en décalage de deux mesures. La coda (mesures 56–72) abandonne le sujet pour le contre-sujet qui est formé essentiellement de sections du sujet, notamment sa tête renversée, a ou c, dans une suite de marches, présenté dès la mesure 31. Cette montée trois fois répétée est la source d'une portée, d'une grandeur que la première section était privée.

## Genèse

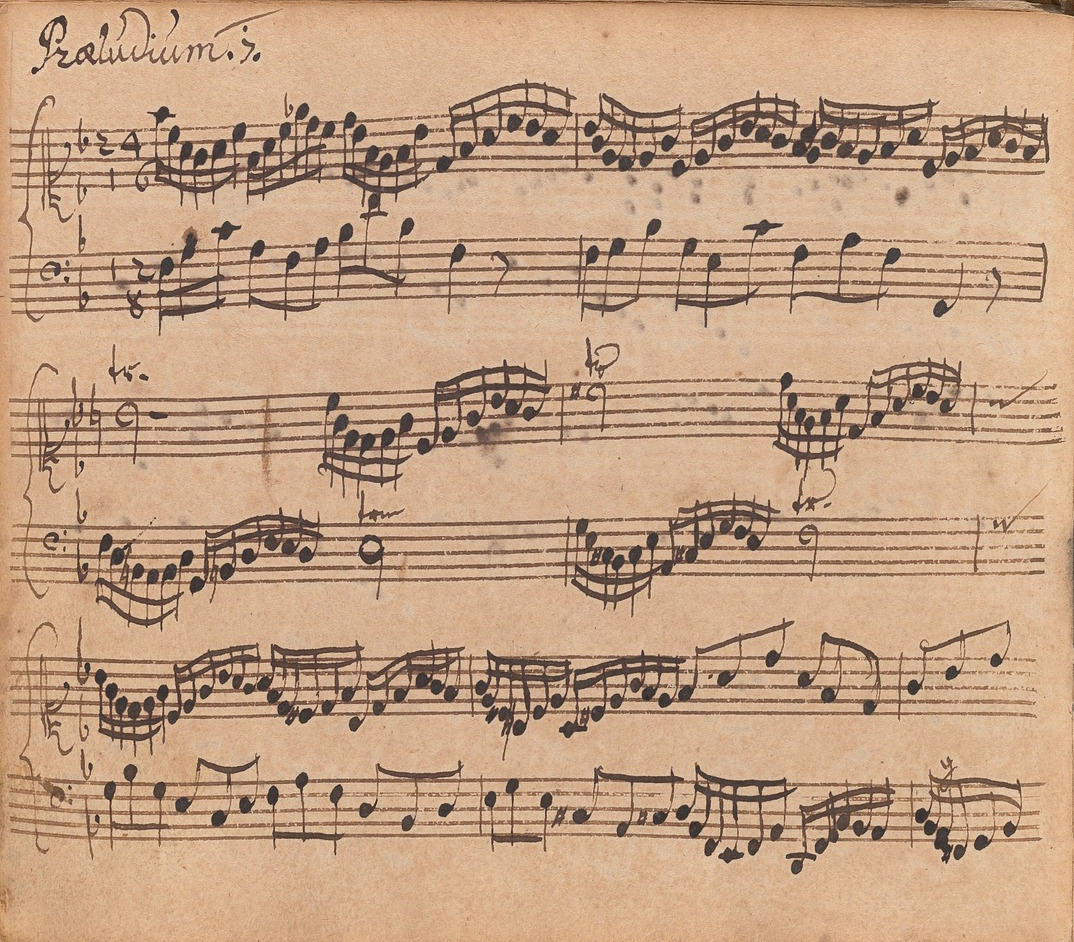
Le prélude en fa majeur, tel qu'il apparaît dans le petit livre de Wilhelm Friedemann Bach (1720–1723). Bach a noté ici un mètre différent pour chaque main : 12/8 pour la main gauche et 24/16 pour la main droite.

La version à peu de chose près identique — excepté le mètre différent de chaque main et quelques ajouts d'ornements — est contenue dans le Clavierbüchlein de Wilhelm Friedemann Bach (no 20, septième prélude).

## Origine
Le sujet de la fugue est inspiré de la fugue de même tonalité (no 10) de l’Ariadne musica (1702) de Fischer,,,. Mais chez Bach, il est nettement plus gracieux et souple.

## Postérité
Théodore Dubois en a réalisé une version pour piano à quatre mains, publiée en 1914.